# 1915 год в авиации
Список событий в авиации в 1915 году.

## События
- 19 января — первый налёт германской авиации (дирижаблей) на Великобританию.
- май — первый полёт гидросамолёта М-5
- 28 июля — в Петрограде основана офицерская школа морской авиации, впоследствии Ейский высший военный авиационный институт. Является единственным учебным заведением ВВС, где готовят специалистов по управлению и организации воздушного движения.
- 9 сентября — совершил первый полёт немецкий дирижабль LZ-48.
- 12 декабря — совершил первый полёт немецкий самолёт Юнкерс J 1. Первый в мире цельнометаллический самолёт поднявшийся в воздух, а также первый в истории авиации самолёт конструкция которого была полностью выполнена из металлопроката.[1]

## Персоны

### Родились
- 12 января — Русакова, Нина Ивановна, единственная женщина — заслуженный лётчик-испытатель СССР (7 октября 1959), полковник (1955).
- 4 апреля — Колесниченко, Василий Ефремович, Герой Советского Союза, лётчик 573-го истребительного авиационного полка 101-й истребительной авиационной дивизии Воронежско-Борисоглебского дивизионного района ПВО, младший лейтенант.
- 7 мая — Лобов, Георгий Агеевич, советский лётчик и военачальник, Герой Советского Союза, генерал-лейтенант авиации, профессор. Участник Великой Отечественной войны и Корейской войны.
- 17 августа — Колесов, Пётр Алексеевич, советский конструктор-двигателист. Лауреат Сталинской (1951) и двух Государственных (1971, 1979) премий.
- 26 августа — Сафонов, Борис Феоктистович, советский лётчик, герой Великой Отечественной войны, дважды Герой Советского Союза. Первый дважды Герой Советского Союза в Великой Отечественной войне, лучший советский лётчик-истребитель 1941—1942 годов.

### Скончались
- 2 мая — Александрович, Иван Иванович, капитан, военный лётчик, участник Первой мировой войны. Умер от ран, полученных при авиакатастрофе на аэродроме города Стрый в Галиции.